# John Bonetti
John Joseph Bonetti (* 12. Juni 1928 in Brooklyn, New York City; † 28. Juni 2008 in Houston, Texas) war ein professioneller US-amerikanischer Pokerspieler. Er gewann drei Bracelets bei der World Series of Poker.

## Pokerkarriere

### Werdegang
Bonetti begann erst im Alter von 54 Jahren Poker zu spielen und errang im Laufe seiner Karriere drei Bracelets bei der World Series of Poker in Las Vegas. Außerdem wurde er zweimal Dritter beim Main Event der Turnierserie. Ende Januar 2004 belegte er einen siebten Platz beim Main Event der World Poker Tour in Tunica und gewann ein Preisgeld von mehr als 85.000 US-Dollar. Insgesamt erspielte sich Bonetti mit Poker bei Live-Turnieren Preisgelder von mehr als 4 Millionen US-Dollar. Er galt außerdem als einer der wichtigsten Mentoren von Phil Hellmuth.
Bonetti lebte in Houston, war verheiratet und hatte drei Söhne. Er kämpfte seit 1992 gegen Prostatakrebs und einen Rückenmarktumor; im Juni 2008 verstarb er im Alter von 80 Jahren.

### Braceletübersicht
Bonetti kam bei der WSOP 32-mal ins Geld und gewann drei Bracelets:
| Jahr | Buy-in (in $) | Turnier                           | Teilnehmer | Preisgeld (in $) |
| ---- | ------------- | --------------------------------- | ---------- | ---------------- |
| 1990 | 5000          | No-Limit 2-7 Draw Lowball         | 037        | 083.250          |
| 1993 | 1500          | Pot Limit Hold’em                 | 204        | 122.400          |
| 1995 | 5000          | No-Limit 2-7 Draw Lowball (Rebuy) | 026        | 101.250          |